# Wilmington, North Carolina
Wilmington, Bắc Carolina là một thành phố cảng, thủ phủ quận New Hanover trong tiểu bang Bắc Carolina, Hoa Kỳ. Thành phố có tổng diện tích km², trong đó diện tích đất là km². Theo điều tra dân số Hoa Kỳ năm 2010, thành phố có dân số 106.476 người, làm cho nó đông dân thứ tám thành phố ở tiểu bang Bắc Carolina.  Wilmington là thành phố chính của Khu vực thống kê đô thị Wilmington, một khu vực đô thị bao gồm New Hanover, Brunswick, và các quận Pender ở đông nam Bắc Carolina, với tổng dân số 362.315 người theo kết quả chính thức điều tra dân số 2010. Nó được đặt tên để vinh danh Spencer Compton, Bá tước của Wilmington, Thủ tướng dưới thời vua George II.